# Луцій Корнелій Сципіон Азіатик (консул 83 до н. е.)
Луцій Корнелій Сципіон Азіатік (лат. Lucius Cornelius Scipio Asiaticus; ? — після 82 до н. е.) — консул Стародавнього Риму 83 до н. е., прихильник маріанців і противник Сулли.

## Життєпис
Представник Азіатіків, однієї з гілок відомого роду політиків і полководців Корнеліїв Сципионів. Між 104 та 100 роками до н. е. був монетарієм. У 100 році до н. е. разом з іншими нобілями виступив проти Луція Аппулея Сатурніна.
Брав участь в Союзницькій війні: 90 року до н. е. керував захистом Езернії, але разом з іншим командувачем Луцієм Азінієм переодягнувся рабом і втік з обложеного міста. У 88 році до н. е. увійшов до колегії авгурів. У 86 році до н. е., у 85 році до н. е. як провінцію отримав Македонії. Під час своєї каденції переміг скордисків, водночас вів вправні перемовини з племенами медів та дарданів. За це не отримав від сенату тріумф. Його було обрано консулом 83 до н. е. разом з Гаєм Норбаном.
З початком Громадянської війни 83-82 до н. е. Луцій Корнелій Сципіон став одним з командувачів армією, яка виступила проти Сулли, що висадився в Італії. Відповідно до розпоряджень сенату консули отримали надзвичайні повноваження (senatusconsultum ultimum) і почали збирати війська проти Сулли.
Сципіон, його колега Гай Норбан та інші маріанці «мали великий страх при думці про те, що вони накоїли». Незабаром після початку війни Суллі вдалося хитрістю переманити на свою сторону підпорядковану Сципіону армію, яка не надто прагнула воювати. Завдяки зраді Сулла захопив у полон Сципіона разом з сином (за повідомленням Тита Лівія, «Сципіона мало не вбили, але відпустили»), однак незабаром він був відпущений.
Сципіон прийняв командування над новою армією, з якою намагався атакувати Гнея Помпея, але легіонери знову зрадили консула, перейшовши на бік сулланців. Сципіон встиг втекти.
Відправився у вигнання в Массилію. За різними версіями помер невдовзі по прибутю до міста або ще довго мешкав у Массилії.